# Péouvou
Il Péouvou (3.232 m s.l.m. - in francese normalmente indicato con l'articolo Le Péouvou) è una montagna delle Alpi Cozie che si trova in Francia tra i dipartimenti delle Alte Alpi e delle Alpi dell'Alta Provenza.

## Toponimo
Il nome della montagna significherebbe partete rocciosa o cima/sommità, come del resto anche i toponimi pelvo e pelvoux, piuttosto diffusi nelle Alpi Occidentali.

## Generalità
Il Péouvou si colloca sulla cresta secondaria che diramandosi dalla catena principale alpina all'altezza del Roc della Niera si dirige verso i Pics de la Font Sancte. La montagna è di natura calcarea.

## Salita alla vetta
La montagna si può raggiungere partendo da Ceillac e risalendo la valle del Cristillan.